# Carlos Santos de Jesus
Carlos Santos de Jesus (* 27. Februar 1985 in São Paulo, Brasilien), auch als Carlos  bekannt, ist ein brasilianischer Fußballspieler. 2007 erhielt er die kroatische Staatsbürgerschaft.

## Karriere
Vom FC São Paulo kommend, für den er in der ersten Mannschaft auf keinen Einsatz kam, wechselte er am 30. Januar 2006 für eine Ablösesumme von 40.000 € zum kroatischen Verein Dinamo Zagreb. Dort spielte er als Innenverteidiger und linker Außenverteidiger. Nachdem er in der ersten Saison in Kroatien noch sehr regelmäßig zum Einsatz kam, reduzierte sich seine Verwendung aber zusehends. 2008 plante der Trainer des Ligakonkurrenten NK Varteks Marijan Vlakohne ihn ein, woraufhin Dinamo Zagreb ihn dorthin verlieh. Nach seiner Rückkehr spielte er oft in der Startelf, aber als  Leandro Cufré neuer Trainer wurde, fand er sich wieder auf der Bank. Insgesamt partizipierte er in seinen vier Jahren bei Dinamo Zagreb von den Erfolgen des Vereins und gewann mit dem Klub in jener Zeit vier Mal die Meisterschaft und drei Mal den Pokal von Kroatien. Im Februar 2010 wechselte er auf Leihbasis zu Shandong Luneng Taishan in die  Chinese Super League. Nach 19 Spielen wechselte er ebenfalls auf Leihbasis 2011 zu NK Zagreb nach Kroatien. Im gleichen Jahr unterschrieb er einen Vertrag in Saudi-Arabien bei al-Ettifaq in Dammam. Für den Verein stand er 49 Mal auf dem Spielfeld. 2014 zog es ihn in den Iran, wo er einen Vertrag bei Zob Ahan Isfahan unterschrieb. Der Verein spielte in der Persian Gulf Pro League und ist in Isfahan ansässig. 2015 wechselte er zum Ligakonkurrenten Naft Teheran nach Teheran. In Thailand unterschrieb er 2016 einen Vertrag und schloss sich dem Erstligisten Ratchaburi Mitr Phol an. Der Verein spielte in der Thai League und ist in Ratchaburi beheimatet. Nach Beendigung des Vertrages war er vereinslos. 2018  nahm ihn al-Shorta SC aus dem Irak unter Vertrag. 2020 ging er wieder nach Thailand und unterschrieb einen Vertrag beim Zweitligaaufsteiger Phrae United FC in Phrae. In seiner ersten Saison absolvierte er 28 Zweitligaspiele. Ende Juni 2021 wurde sein Vertrag um ein weiteres Jahr verlängert. Nach insgesamt 60 Ligaspielen für Phrae wurde sein Vertrag Ende Mai 2022 aufgelöst. Bis Ende des Jahres war er vertrags- und vereinslos. Im Januar 2023 nahm ihn der brasilianische Verein IF São Joseense aus São José dos Pinhais bis Ende März 2023 unter Vertrag. Der thailändische Drittligist Phitsanulok FC verpflichtete ihn im Juli 2023. Mit dem Verein aus Phitsanulok spielt er in der Northern Region der Liga.

## Erfolge
Dinamo Zagreb
- 1. HNL: 2006/07, 2007/08
- Hrvatski nogometni kup: 2007, 2008

Zob Ahan Isfahan
- Hazfi Cup: 2014/15

Ratchaburi Mitr Phol
- FA Cup (Thailand): 2016

Al-Ettifaq
- Saudi Crown Prince Cup: 2011/12 (Finalist)